# Antony de Ávila
Antony William Charris de Ávila (ur. 21 grudnia 1962 w Santa Marta) – piłkarz kolumbijski grający na pozycji napastnika. Nosił przydomki „El Pitufo” (Smerf) lub „Pipa”.

## Kariera klubowa
De Ávila zaczynał piłkarską karierę w mieście Cali w tamtejszym klubie América Cali, będącym jednym z najbardziej utytułowanych zespołów w Kolumbii. W Copa Mustang de Ávila zadebiutował w 1983 roku w wieku 21 lat. W momencie rozpoczynania kariery w lidze kolumbijskiej de Ávila trafił na jeden z najlepszych okresów tego klubu. W kolejnych sezonach: 1983, 1984, 1985 i 1986 klub zostawał mistrzem kraju. Także na arenie międzynarodowej osiągał sukcesy, gdyż w latach 1985–1987 docierał do finału Copa Libertadores. W pierwszym z nich przegrał po dwumeczu z argentyńskim Argentinos Juniors (1:0 0:1 i w trzecim meczu 1:1 karne 4:5), w drugim z River Plate (1:2 i 0:1), a w trzecim z urugwajskim CA Peñarol (2:0 1:2 i w trzecim meczu 0:1 po dogrywce, Peñarol zdobył wówczas gola w 120. minucie meczu). Po tych sukcesach America z Antonym przez 4 lata nie osiągała sukcesów, a na mistrzowski tron wróciła w 1990 roku, a de Ávila z 25 golami na koncie wywalczył koronę króla strzelców ligi. W swojej karierze Antony’emu jeszcze raz udało się wygrać mistrzostwa Kolumbii, a miało to miejsce w 1992 roku, w kolejnych 3 latach gry w Americe nie osiągał już takich sukcesów i grał tam do 1996 roku. Pomógł swemu klubowi dotrzeć do finału turnieju Copa Libertadores 1996, zdobywając aż 11 bramek. W sezonie 1987/1988 był wypożyczony z Amériki do argentyńskiego Uniónu Santa Fe.
W 1996 roku de Ávila zmienił klub i trafił do amerykańskiego New York MetroStars, gdzie miał zastąpić swojego rodaka Rubéna Darío Hernándeza, którego transfer okazał się dużym niewypałem. W Major League Soccer Antony zadebiutował 14 sierpnia w wygranym 4:0 meczu z New England Revolution i już w debiucie zdobył gola oraz zaliczył asystę. W sezonie zagrał w 8 meczach i strzelił 6 goli. Zagrał także w 3 meczach play-off swojej drużyny i zdobył w nich 2 bramki, jednak zespół odpadł z ćwierćfinału po meczach z późniejszym mistrzem kraju, D.C. United. W Nowym Jorku Kolumbijczyk spędził jeszcze fazę zasadniczą sezonu 1997, w której rozegrał 23 mecze, zdobył 9 goli i po sezonie opuścił USA.
Jeszcze w tym samym roku de Ávila trafił do ekwadorskiego klubu Barcelona SC i jeszcze w tym samym roku wywalczył mistrzostwo Ekwadoru. Rok później dotarł z tym klubem do finału Copa Libertadores, gdzie Barcelona dwukrotnie uległa brazylijskiemu CR Vasco da Gama 1:2 i 0:2. W klubie z miasta Guayaquil grał do końca sezonu 1999 i rozegrał w nim łącznie 52 mecze i zdobył 18 goli. Po sezonie 1999 zakończył piłkarską karierę w wieku 37 lat.
Po dziesięciu latach wznawia karierę w swoim dawnym klubie America de Cali, przychodząc raz na trening klubu przekonał do siebie trenerów.

## Kariera reprezentacyjna
W reprezentacji Kolumbii de Ávila zadebiutował 26 lipca 1983 roku w zremisowanym 0:0 towarzyskim meczu z Ekwadorem, rozegranym w Quito.
Pierwszym ważnym turniejem, na którym grał de Ávila była Copa América 1987. Na boiskach Argentyny zespół dotarł do półfinału, w którym przegrał z Chile. W meczu o 3. miejsce Kolumbia wygrała 2:1 z gospodarzami turnieju, Argentyną. De Ávila wystąpił także w turnieju Copa América 1991 w Chile. Ze swoją reprezentacją dotarł do rundy finałowej, jednak Kolumbijczycy zajęli w niej ostatnie, 4. miejsce. Antony w całym turnieju zdobył 3 gole – z Ekwadorem (1:0), z Brazylią (2:0) oraz z Argentyną (1:2).
W 1994 roku de Ávila został powołany przez selekcjonera Francisco Maturanę do kadry na Mistrzostwa Świata w USA. Antony zagrał na nich w 2 grupowych meczach – do 45. minuty z USA (1:2) oraz od 64. minuty meczu ze Szwajcarią (2:0). Reprezentacja Kolumbii odpadła z mistrzostw już po fazie grupowej.
W 1998 roku de Ávila zaliczył swoje drugie w karierze mistrzostwa, były to Mistrzostwa Świata we Francji. Tam podobnie jak 4 lata wcześniej zagrał w 2 meczach grupowych – 90 minut z Tunezją (1:0) oraz do 45. minuty meczu z Anglią (0:2). Mecz z Anglią był jednocześnie jego ostatnim w reprezentacji Kolumbii.
Ogółem w reprezentacji Kolumbii Antony de Ávila wystąpił 54 meczach i zdobył 13 goli.

## Sukcesy
- Mistrzostwo Kolumbii: 1982, 1983, 1984, 1985, 1986, 1990, 1992 z Americą Cali
- Mistrzostwo Ekwadoru: 1997 z Barceloną
- Finał Copa Libertadores: 1985, 1986, 1987 z Americą Cali, 1998 z Barceloną
- Król strzelców Copa Mustang: 1990 (25 goli)
- Udział w MŚ: 1994, 1998
- 3. miejsce w Copa America: 1987